# Státní okresní archiv Domažlice
Státní okresní archiv Domažlice, zkráceně SOkA Domažlice, je okresní archiv spadající pod Státní oblastní archiv v Plzni. Sídlí v Horšovském Týně. Nejstarší archiv v regionu je datován do 16. století. Roku 1883 vznikl výbor, který posléze založil v Domažlicích muzeum a archiv. Právě vznik tohoto výboru lze považovat za počátek moderní archivářské činnosti na Domažlicku. V rámci reformy provedené roku 1960 byl domažlický archiv sloučen s archivem v Horšovském Týně. Asi 15 let poté instituce sídlila v nevyhovujících podmínkách, roku 1975 však archiv získal prostory zrušené školy v Horšově. V těchto prostorách sídlí archiv i v současnosti (2024), k užívání dostal ještě budovu č. p. 8.
Od roku 1996 v archivu funguje specializovaná restaurátorská dílna. Archiv poskytuje veřejnosti badatelnu.